# Scleria staheliana
Scleria staheliana är en halvgräsart som beskrevs av Hendrik Uittien. Scleria staheliana ingår i släktet Scleria och familjen halvgräs. Inga underarter finns listade i Catalogue of Life.